# 聖公會聖彼得教堂

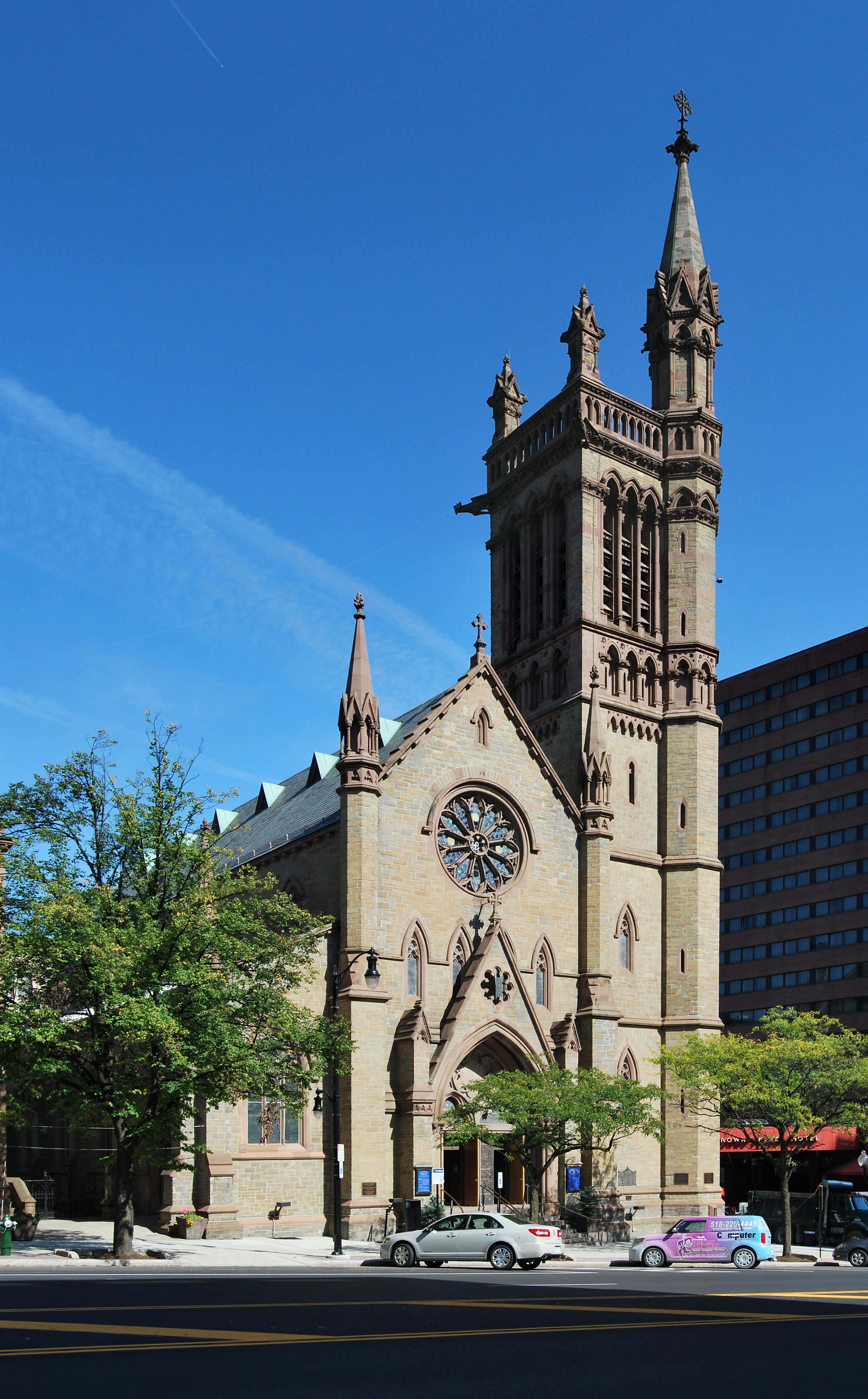

聖公會聖彼得教堂（英語：St. Peter's Episcopal Church）是位於美國紐約州奧爾巴尼的一座教堂。該教堂設計於19世紀中期，是一座典型的法國式哥特復興建築。1972年，聖公會聖彼得教堂被列入國家史蹟名錄，在1980年又列入美國國家歷史名勝。

## 建筑
圣彼得街位于州街（纽约州 5 号公路）和洛奇街交汇处的西北角。它靠近奥尔巴尼市中心历史区的西部边界，也是该历史区的贡献财产。地形向西倾斜，从哈德逊河的洪泛平原向东升起四分之一英里（500 m），朝向奥尔巴尼大部分更现代的开发项目所在的高地。

## 外部連結
- St, Peter's Church website （页面存档备份，存于）